# Charles Bana
Charles Bana (nascido em 9 de setembro de 1956) é um ex-ciclista olímpico camaronês. Bana representou o seu país durante os Jogos Olímpicos de Verão de 1980, em Moscou.